# 短丝木犀
短丝木犀（学名：Osmanthus serrulatus），为木犀科木犀属下的一个种。其种加词“Serrulatus”意为“有小锯齿的”。